# Итальянская философия
Итальянская философия — обобщённое название философии итальянских мыслителей.
Италия на протяжении веков имела значительное влияние на западную философию, начиная с Древней Греции и Древнего Рима, в продолжение ренессансного гуманизма, эпохи Просвещения и философии Нового времени.

## Древний Рим
В числе значительных римских философов: Цицерон (106 — 43 до н. э.), Лукреций (94 — 55 до н. э.), Сенека (4 г. до н. э. — 65 г. н. э.), Музоний Руф (30 — 100 н. э.), Плутарх (45 — 120 н. э.), Эпиктет (55 — 135 н. э.), Марк Аврелий (121—180 н. э.), Климент Александрийский (150—215 н. э.), Алкиной (философ) (II в. н. э.), Секст Эмпирик (III в. н. э.), Александр Афродисийский (III в. н. э.), Аммоний Саккас (III в. н. э.), Плотин (205—270 н. э.), Порфирий (232—304 н. э.), Ямвлих (242—327 н. э.), Фемистий (317—388 н. э.), Аврелий Августин (354—430 н. э.), Прокл Диадох (411—485 н. э.), Иоанн Филопон (490—570 н. э.), Дамаский (462—540 н. э.), Боэций (472—524 н. э.) и Симпликий (490—560 н. э.). На римскую философию оказала сильное влияние греческая.

## Средневековье
К итальянской средневековой философии, которая была преимущественно христианского направления, относятся несколько видных философов таких, как Фома Аквинский. Он был учеником блестящего доминиканского экспериментатора Альберта Великого, близкого по духу францисканцу Роджеру Бэкону, который жил в Оксфорде в XIII веке. Фома Аквинский по-новому представил философию Аристотеля в христианстве. Он считал, что между верой и светскими знаниями отсутствуют противоречия. Полагал, что Аристотель достиг вершины в человеческом стремлении к истине, поэтому философию Аристотеля была принята в качестве основы для построения его богословских и философских воззрений. Он был профессором в престижном Парижском университете.

## Ренессанс
Ренессанс — изначально итальянское (флорентийское) движение, и также величайший период в искусстве и философии. Среди отличительных черт философии Ренессанса возобновление (ренессанс означает «возрождение») интереса к классической цивилизации и образованию; частичное возвращение авторитета Платона над Аристотелем, который доминировал в средневековой философии; и, среди отдельных философов, увлечение оккультизмом и герметизмом.
Как с другими историческими периодами существуют различные подходы к датировке эпохи Ренессанса и определению её границ. Считается, что Ренессанс возник в Италии (итальянский Ренессанс) и впоследствии охватил всю Европу.

### Гуманизм
Ренессансный гуманизм — европейское интеллектуальное движение, являющееся важным течением Ренессанса. Возникло во Флоренции во второй половине XIV века и распространилось, прежде всего, в Италии. Гуманистическое движение развивалось в результате переоткрытия европейскими учёными латинской и древнегреческой литературы. Первоначально гуманистами считали учёных-филологов или учителей латинского языка. С середины XV века гуманизм составляет программу обучения studia humanitatis, включающую грамматику, риторику, моральную философию, поэзию и историю в изложении латинских и греческих писателей.
Гуманизм предлагает необходимые интеллектуальные и философские приёмы для первичного критического анализа текстов. Известно достижение текстологии Лоренцо Валлы, который доказал подложность раннесредневекового дарственного акта «Дар Константина». В дальнейшем филологическая критика вызвала резкое споры, когда Эразм Роттердамский, следуя методике Валлы, подверг критическому исследованию аккуратность латинского перевода Священного Писания (Вульгата) и, как следствие, выступал за чтение оригинального греческого текста Нового Завета.
Гуманисты итальянского Ренессанса верили, что свободные искусства должны практиковаться всеми, независимо от социального положения. Они также поощряли самостоятельность, ценность и достоинство человеческой индивидуальности, и полагали: жизнь предопределена природой, однако человек волен выбрать свой путь.

### Неоплатонизм
В Италии так же был распространен неоплатонизм, который возрождал интерес к Античности, к платонизму, в особенности во Флоренции под управлением Медичи.
В ходе Ферраро-Флорентийского собора в 1438—1445 гг. предпринимались безуспешные попытки преодолеть раскол христианской церкви, Козимо Медичи и его круг интеллектуалов изучили наследие философа-неоплатоника Плифона, рассуждения которого о Платоне и александрийских мистиках так воодушевили учёное сообщество, что они назвали его вторым Платоном. В 1459 г. Иоанн Аргиропул читал лекции во Флоренции о греческом языке и литературе, и Марсилио Фичино стал его учеником. Козимо Медичи решил основать Платоновскую Академию во Флоренции и выбрал её главой Марсилио Фичино, который выполнил классический перевод Платона с греческого на латинский язык (опубликован в 1484 г.), также перевёл собрание эллинистических текстов герметического корпуса, и сочинения многих неоплатоников: Порфирия, Ямвлиха, Плотина и других. На основании тезисов Плифона Марсилио Фичино пытался объединить христианство и платонизм.
В отличие от флорентийских неоплатоников Джордано Бруно развивал неоплатонизм в духе возрожденческого натурализма, пытался дать в этом ключе философскую интерпретацию учения Коперника.

### Макиавелли
Никколо Макиавелли (1469—1527) считается одним из наиболее значительных философов и писателей итальянского Ренессанса, и основателем современной политологии. Наиболее известное сочинение «Государь» внесло в историю политической мысли фундаментальное расхождение между политическим реализмом и политическим идеализмом. Макиавелли рассматривал в основе политического поведения выгоду и силу, описывал каким образом правитель может контролировать государство. Для сохранения власти он должен поддерживать социально-политические институты, привычные людям, и опираться на силу, а не мораль. Свои доводы он обосновывал наблюдениями из дипломатического опыта и из истории.
Государь был внесён католической церковью в Индекс запрещённых книг. Гуманисты (Эразм Роттердамский и другие) также отнеслись к книге отрицательно.

## Век Просвещения
Эпоха Просвещения изменила направление итальянской философии благодаря многочисленным группам, которые встречались и дискутировали в частных салонах, самые известные в Милане, Рим, Венеции, а также благодаря преподавателям важных университетов в Падуе, Болонье и Неаполе в лице философов таких, как Джамбаттиста Вико, его считают основателем современной итальянской философии), и Антонио Дженавези. Итальянское общество претерпело серьёзные изменения в течение эпохи Просвещения. Герцог Тосканы Леопольд II отменил смертную казнь. Власть церкви была существенно ограничена, это период великих открытий Галилео Галилея, Алессандро Вольта и Луиджи Гальвани. Одним из величайших писателей итальянского Просвещения был Чезаре Беккариа. Его трактат «О преступлениях и наказаниях» был переведён на 22 языка.

## XIX век
В XIX веке Италия также имеет известных представителей в философских направлениях идеализма, сенсуализма и эмпиризма. Крупными итальянскими философами-сенсуалистами были Мельхиор Джойя и Джованни Д. Романьози. Среди итальянских критиков сенсуализма, в первую очередь, называют Паскуале Галуппи. Антонио Росмини-Сербати является основателем итальянского идеализма.
К другим философским направлениям, сравнительно популярным в Италии XIX века, относится онтологизм, значительным представителем которого является Винченцо Джоберти. В истории европейской философии сочинения Джоберти стоят обособленно, поскольку его философская система независима от других современных школ мысли. Среди других философов итальянского онтологизма выделяют Теренцио Мамиани, Луиджи Ферри и Авзонио Франки.
Гегельянство, схоластика и позитивизм. Августо Вера — значительный итальянский философ-гегельянец, писал на французском и итальянском языках. Многое из его трудов о неогегельянских теориях было переосмыслено Бертрандо Спавента. Некоторые работы об итальянской доктрине гегельянства ведут к фашизму.

## Новейшее время
Итальянская философия с 1920 по 1940 гг. в основном фашистская. В XX веке Джованни Джентиле был одним из крупных итальянских философов-идеалистов фашистского направления, основателем теории актуального идеализма. Представителем так называемого левого джентилианства в это время был философ и экономист Уго Спирито (1896—1979).
Важным критиком Джентиле был философ-неогегельянец Бенедетто Кроче, который обвинял интеллигенцию, сотрудничающую с фашистским правительством в предательстве идеалов итальянского Рисорджименто. Наиболее значителен вклад Кроче в эстетику и философию истории, его работы оказали существенное влияние на эстетическую мысль первой половины XX столетия.
Представлен был в итальянской философии экзистенциализм (Аббаньяно), марксизм (Антонио Лабриола, Грамши) и постмодернизм (Ваттимо).